# Paus Romanus
Paus Romanus (Gallese (in Latium), geboortedatum onbekend - sterfplaats onbekend, november 897 of later) werd in augustus 897 de opvolger van paus Stefanus VI (VII).
Romanus was voorheen kardinaal-priester geweest. Men rekent hem tot de aanhangers van paus Formosus. Deze visie wordt ondersteund door de ongeldigverklaring van alle ambtshandelingen van paus Stephanus VI (VII) door Romanus, hoewel hij niet zover ging om de tijdens de kadaversynode veroordeelde Formosus te rehabiliteren.
Sommigen menen dat Romanus in november 897 stierf als gevolg van een vergiftiging. Waarschijnlijker is, dat Romanus door zijn aanvankelijke beschermheren is afgezet omdat hij de rehabilitatie van Formosus niet bewerkstelligde. Zijn opvolger paus Theodorus II, wiens pontificaat slechts twintig dagen zou duren, nam dit onmiddellijk ter hand. Romanus zou zich als monnik hebben teruggetrokken.
Cursief: tegenpaus